# Квятковский, Юрий Львович
Юрий Львович Квятковский (род. 29 сентября 1982, Жуковский, Московская область, СССР) — российский театральный режиссёр и актёр. Преподаватель школы-студии МХАТ, режиссер «Мастерской Брусникина», помощник художественного руководителя театра «Практика». Один из основателей независимой творческой актерско-режиссёрской группы «Le Cirque de Sharles La Tannes». Бывший главный режиссер Росгосцирка.

## Биография
Родился 29 сентября 1982 года в Жуковском.
В 2003 году окончил школу-студию МХАТ (курс Д.Брусникина, Р.Козака, А.Покровской). Сотрудничал с МХТ им. А. П. Чехова, Театром им. А. С. Пушкина. Как актер был занят в спектаклях театра «Двенадцатая ночь» У. Шекспира, «Дамская война» О.Э. Скриба, «Ревизор» Н. Гоголя, а также в независимых постановках режиссера Жу Монтвилайте «Е’федра» и «Шлем.com» по В. Пелевину. 
С 2006 года — педагог по актерскому мастерству в школе-студии МХАТ («Мастерская Дмитрия Брусникина»). Режиссер студенческих спектаклей «Платонов» А. Чехова, «Coffeeshop» по К. Гольдони в редакции Р.В. Фассбиндера, «Общий вагон» А. Стадникова (совместно с Д. Брусникиным, А. Розиным, С. Щедриным, Б. Дьяченко), «Расскажи мне про Гренландию» (Л. Петухова, С. Азеев).
Вместе с Алексеем Розиным и Ильёй Барабановым является основателем независимой творческой группы «Le Cirque de Sharles La Tannes».
Преподавал актерское мастерство на «Фабрике звезд-6».
Выпускник первого набора «Школы Театрального Лидера» в Центре имени Вс. Мейерхольда (2012).
Участник театральной лаборатории «Threeplay» в деревне Улово под Суздалем, участник Международного фестиваля театра и кино о современности «Текстура», Фестиваля «Русская Масленица» в Лондоне (2014), Летней Школы СТД (2015) и др.
В 2018 году ставил сценическую версию альбома рэп-исполнителя Noize MC «Хипхопера: Орфей & Эвридика».
Программный директор Международного фестиваля-мастерской им. Дмитрия Брусникина – Brusfest. 
В феврале 2020 года назначен главным режиссёром Росгосцирка. Его основными задачами на этом посту были привлечение более молодой аудитории и актуализация циркового искусства. В мае 2021 года ушёл с должности, объяснив это расхождением в подходе к творческим перспективам Росгосцирка с его руководством.
С 2021 года преподаёт в мастерской Режиссуры театра в ГИТИСе.

## Постановки
Является режиссёром-постановщиком в театрах и на площадках Москвы, Санкт-Петербурга и других городов:
- 2008 — «Хрустальный мир» (проект «Le Cirque de Charles La Tannes», Театральный центр «На Страстном», Москва)
- 2010 — «Копы в огне» (проект «Le Cirque de Charles La Tannes», Москва)
- 2011 — «Это тоже я. Вербатим» (совместно с реж. Дмитрий Брусникин, Театр «Практика», Москва)
- 2012 — «Кукольный дом» (Театр «Приют комедианта», Санкт-Петербург)
- 2013 — «Второе видение» (совместно с реж. Максим Диденко, Боярские палаты, Москва)
- 2014 — «Шекспир. Лабиринт» (Театр Наций, Москва; эпизоды «Редколлегия» и «Буря»)
- 2014 — «Норманск» по мотивам повести братьев Стругацких «Гадкие лебеди» (Центр имени Вс. Мейерхольда, Москва)
- 2014 — «Терминал» (Сад Эрмитаж, Москва)
- 2015 — «Пирамида» (проект «Le Cirque de Charles La Tannes», Парк Музеон, Москва)
- 2015 — «Сван» (Центр имени Вс. Мейерхольда, Москва)
- 2016 — «Чайка-II» (Электротеатр Станиславский, Москва)
- 2017 — «мыДым» по произведениям поэтов-обэриутов (Антикварный Boutique & Bar, Москва)
- 2017 — «Евгений Онегин. Сцены из романа. Наши дни» (Русский драматический театр имени М. Горького, Астана)
- 2019 — «Господин слуга» (Театр Ермоловой, Москва)
- 2019 — «Пограничное состояние» (Театр «Практика», Москва)
- 2019 — «Зарница» (Центр имени Вс. Мейерхольда, Москва)
- 2019 — «Занос» (Театр «Практика», Москва)
- 2019 — «Мистерия высокого давления» (Чеховский завод энергетического машиностроения, Чехов)
- 2020 — «ЧПР» (Школа-студия МХАТ, Москва)
- 2021 — «Невидимый Краснодар» (Один театр, Краснодар)
- 2021 — «Теза» (Новая Третьяковка, Москва)
- 2021 — «Мистерия высокого давления. Версия № 2» (Чеховский завод энергетического машиностроения, Чехов)
- 2022 — «Остановка» (театр «Старый дом», Новосибирск)
- 2022 — «Аскет» (Музей Москвы, Москва)
- 2023 — «Буря» (Москвариум, Москва)

## Награды
Театральные работы режиссёра отмечены рядом премий:
- Лауреат театральной премии «Золотая Маска»:
  - 2021 — «Занос» (номинация «Лучшая работа художника»)
- Номинант театральной премии «Золотая Маска»:
  - 2014 — «Кукольный дом» (номинация «Работа режиссёра»)
  - 2015 — «Норманск» (номинация «Эксперимент»)
  - 2020 — «Зарница» (номинация «Работа режиссёра»)
  - 2021 — «Занос» (номинации «Лучший спектакль в драме, малая форма», «Лучшая работа режиссера»,  «Лучшая работа художника по костюмам», «Лучшая работа драматурга», «Лучшая мужская роль» (Николай Фоменко), «Лучшая женская роль второго плана» (Мила Кертеш))
- Номинант премии «Золотой софит»:
  - 2013 — «Кукольный дом» (номинация «Лучший спектакль на малой сцене»)